# Poststrukturalizam
Poststrukturalizam je skupina teorija s korijenima u strukturalističkim tradicijama, čvrsto povezana s francuskim jezikoslovcima oko 1960-ih pa sve do skorašnjih desetljeća. 
Najraniji poststrukturalisti bili su Michel Foucault, Jacques Lacan, Claude Lévi-Strauss, Roland Barthes. Jacques Derrida se ubraja ponekad u poststrukturaliste a ponekad u dekonstrukcioniste. Kasniji jezikoslovci i filozofi koji su preuzeli neke odlike poststrukturalizma bili su npr. Julia Kristeva, Jean-François Lyotard i Jean Baudrillard.
Poststrukturalizam nastaje djelomice kao kritika strukturalizma, ali na strukturalističkim osnovama. Ono što ga razlikuje od strukturalizma je vjera u smisao strukture; apsolutna istina se odbacuje kao konstrukcija utemeljena na metafizičkoj apsolutnoj prisutnosti i odsutnosti. 
Poststrukturalizam je radikalno anti-redukcionistički. On vidi traženje konačnog načela ili sastojka kao metafizički paradoks.
Karakteristika poststrukturalističkih metoda je dekonstrukcija, kao što ju je opisao Derrida. U tekstovima se traže pukotine, proturječnosti između onoga što je rekao i kako je to rekao i lažni binariteti (dihotomije). Svi strukturalisti, međutim, ne zagovaraju ovaj pristup, već se to može vidjeti kao primjena u daljnjem razvoju stajališta i zaključaka koji su više teoretski orijentirani stajalištima prethodnika.
Odnos između poststrukturalizma i postmodernizma je nejasan. Njihovi kritičari pokušavaju ih upariti, dok njihovi zagovornici pokušavaju pronaći razlike između njih. Tvrdi se da je postmodernizam primijenjeni poststrukturalizam. Postmodernizam se također koristi za obilježavanje jedne ere ( postmoderne).